# Сержипи (река)
Сержипи (порт. Rio Sergipe) — река на северо-востоке Бразилии. На местном диалекте тупи название означает «река крабов». Длина реки — 210 км, площадь бассейна — 3673 км².
Истоки Сержипи расположены на возвышенности Серра-Негра около границы со штатом Баия. Русло реки находится полностью на территории одноимённого штата. Впадает река в Атлантический океан, разделяя муниципалитеты Аракажу и Барра-дус-Кокейрус. Климат долины на всём протяжении тропический (среднегодовая температура около +25 °C), в отдалённых от океана территориях — засушливый, в прибрежной полосе — влажный (более 1300 мм осадков в год).
Бассейн реки занимает шестую часть штата, но на его территории живёт около половины населения Сержипи.
В низовьях построен мост Жуана Алвиша, соединяющий столицу штата с Барра-дус-Кокейрус.
Имеет приток — реку Котингипа.